# NSB El 16
NSB El 16 전기 기관차는 노르웨이 카고넷에서 화물 열차를 견인하는 기관차이다. El 18 기관차가 도입되기 전까지는 여객 열차 견인에도 사용되었다.

## 역사
1970년대 노르웨이에서는 주변 기후가 추운 베르겐 선을 운행하기 위한 새로운 전기 기관차가 필요했고, El 14 기관차는 적합하지 않았다. 당시 스웨덴에서는 사이리스터 제어를 사용하는 Rc 기관차를 사용하고 있었고, 노스이스트 코리더 수출 실적도 있기 때문에 노르웨이에서는 Rc4 기관차를 베르겐 선에서 시험 운행하였다. 1976년 6량을 주문하였고, Rc4와는 전두부 형상이 완전히 달라지고, 미끄럼 방지 제어가 추가되었다. 잦은 눈보라를 헤치고 나가기 위해서 뾰족하게 튀어나왔다. 1980년에는 4량, 1987년에는 7량이 납입되어 총 17량이 납입되었다.
전력량 부족 문제 때문에 예비크 선과 쇠를란 선의 북쪽을 제외한 거의 모든 전철 노선에 사용되었고, 화물과 여객 둘 다에 사용하였다. 이후 이 두 노선의 전철 시스템은 개선되었다. 이후 NSB에서 여객 영업을 다른 차량으로 대체한 이후, 카고넷에 8량을 매각하였다. 2002년 6량을 토그콤파니, 3량을 카고넷에 매각하였다. 2007년 토그콤파니에 매각된 엔진은 노르웨이로 되돌아왔다.